# Compagnia dei Bardi
Compagnia dei Bardi byla bankovní a obchodní společnost ve Florencii, založená rodinou Bardiů.  

## Historie
Společnost byla založena kolem roku 1250 a v činnosti byla do roku 1344, než zkrachovala, dle kronikáře Giovanniho Villaniho kvůli nezaplaceným dluhům krále Eduarda III. (Villani však nebyl nestranným pozorovatelem, protože jeho bratr byl členem společnosti Peruzzi, která také zkrachovala). 
Florencie poté zažila období vnitřních nepokojů a třetí největší finanční společnost, rodina Acciajuoliů, také zkrachovala. 